# Бентон (округ, Арканзас)
Бе́нтон (англ. Benton County) — округ, расположенный в штате Арканзас, США с населением в 203 107 человек по статистическим данным 2007 года. Столица округа находится в городе Бентонвилл.
Округ Бентон был сформирован 30 сентября 1836 года и получил своё название по имени Томаса Харта Бентона, бывшего сенатора США от штата Миссури.
В округе запрещена продажа алкогольных напитков, поэтому Бентон входит в список так называемых «сухих» округов США.

## География
По данным Бюро переписи населения США округ Бентон имеет общую площадь в 2279 квадратных километров, из которых 2191 кв. километров занимает земля и 88 кв. километров — вода. Площадь водных ресурсов округа составляет 3,89 % от всей его площади.

### Соседние округа
- Барри (Миссури) — север
- Карролл — восток
- Мадисон — юго-восток
- Вашингтон — юг
- Адэр (Оклахома) — юго-запад
- Делавэр (Оклахома) — запад
- Мак-Доналд (Миссури) — северо-запад

## Демография

Распределение населения округа Бентон по возрастам, данные переписи населения 2000 года

По данным переписи населения 2007 года в округе Бентон проживало 203 107 человек, 43 484 семей, насчитывалось 58 212 домашних хозяйств и 64 281 жилых домов. Средняя плотность населения составляла 70 человек на один квадратный километр. Расовый состав округа по данным переписи распределился следующим образом: 90,87 % белых, 0,41 % чёрных или афроамериканцев, 1,65 % коренных американцев, 1,09 % азиатов, 0,08 % выходцев с тихоокеанских островов, 1,82 % смешанных рас, 4,08 % — других народностей. Испано- и латиноамериканцы составили 8,78 % от всех жителей округа.
По состоянию на 2005 год испаноязычная часть населения округа составляло 19,5 %, а к 2009 году их число выросло на 60 %. Инспано- и латиноамериканцев привлекает в округе Бентон бурный рост предприятий лёгкой промышленности, большое количество создаваемых рабочих мест, активное жилищное строительство и развитие сектора услуг в округе.
Из 58 212 домашних хозяйств в 34,40 % — воспитывали детей в возрасте до 18 лет, 63,00 % представляли собой совместно проживающие супружеские пары, в 8,20 % семей женщины проживали без мужей, 25,30 % не имели семей. 21,10 % от общего числа семей на момент переписи жили самостоятельно, при этом 8,50 % составили одинокие пожилые люди в возрасте 65 лет и старше. Средний размер домашнего хозяйства составил 2,60 человек, а средний размер семьи — 3,01 человек.
Население округа по возрастному диапазону по данным переписи 2000 года распределилось следующим образом: 26,60 % — жители младше 18 лет, 8,60 % — между 18 и 24 годами, 29,40 % — от 25 до 44 лет, 21,10 % — от 45 до 64 лет и 14,30 % — в возрасте 65 лет и старше. Средний возраст жителей округа составил 35 лет. На каждые 100 женщин в округе приходилось 97,40 мужчин, при этом на каждых сто женщин 18 лет и старше приходилось 94,90 мужчин также старше 18 лет.
Средний доход на одно домашнее хозяйство в округе составил 40 281 долларов США, а средний доход на одну семью в округе — 45 235 долларов. При этом мужчины имели средний доход в 30 327 долларов США в год против 22 469 долларов США среднегодового дохода у женщин. Доход на душу населения в округе составил 19 377 долларов США в год. 7,30 % от всего числа семей в округе и 10,10 % от всей численности населения находилось на момент переписи населения за чертой бедности, при этом 13,80 % из них были моложе 18 лет и 7,30 % — в возрасте 65 лет и старше.

## Главные автодороги
- I-540
- US 62
- US 71
- US 412
- AR 12
- AR 16
- AR 43
- AR 59
- AR 72
- AR 94
- AR 102

## Предприятия округа
- Wal-Mart, штаб-квартира находится в столице округа;
- Daisy Outdoor Products, предприятие известно производством воздушных винтовок, штаб-квартира находится в городе Роджерс;
- JB Hunt Transport Services, штаб-квартира расположена в городе Лоуэлл;
- Tyson Foods, штаб-квартира находится в городе Роджерс.

## Населённые пункты
| - Авока - Белла-Виста - Бентонвилл - Бетел-Хайтс - Кейв-Спрингс - Сентертон | - Декейтер - Элм-Спрингс - Гарфилд - Гейтуэй - Джентри - Граветт | - Хайфилл - Литл-Флок - Лоуэлл - Пи-Ридж - Прери-Крик - Роджерс | - Сайлом-Спрингс - Спрингтаун - Салфер-Спрингс - Уор-Игл |